# Slender Rising 2
Slender Rising 2 est un jeu iOS survival horror à la première personne développé par Michael Hegemann et successeur de Slender Rising. Il a été publié le 16 janvier 2014 et fonctionne sur tous les appareils Apple iOS à partir de l'iPhone 3GS,,.

## Gameplay
Slender Rising 2 est conçu comme un jeu solo. Comme pour le jeu précédent, Slender Rising, l'objectif est de se déplacer dans l'emplacement clos et de rechercher des objets particuliers, tout en évitant la mystérieuse entité hostile connue sous le nom de Slender Man.
Comme avec le prédécesseur, Slender Rising, le joueur doit collecter sept signes dispersés au hasard sur l'emplacement de la carte choisi, mais on peut maintenant choisir de jouer dans un mode où ils recherchent sur la carte sept entités ressemblant à des esprits connues sous le nom de Lost Souls, et prenez-les en photo à proximité. Les âmes ont tendance à courir dans plusieurs directions, mais parfois lorsqu'elles sont trouvées, elles se déplacent plus rapidement par chaque âme que vous trouvez. S'ils courent sur vous [ce qui est souvent fait], ils ont peur ou ils vous avertissent de faire demi-tour parce que Slender Man est dans les parages. Les effets sonores chuchotés signalent s'il y a des signes / âmes perdues à proximité, ainsi que la boussole si l'utilisateur choisit de l'utiliser. Un réticule de caméra est également visible lors de la lecture en mode Lost Souls.
Lors de la lecture du mode Signs of the End, le jeu peut trouver un fusil de chasse à double canon avec un coup quelque part sur la carte, le fusil de chasse ne tuera pas définitivement l'homme mince, mais il le fera disparaître pendant un certain temps lorsqu'il tire, le joueur tirera automatiquement sur l'homme élancé s'il est trop près d'eux (ce qui, dans des circonstances normales, ne peut pas être échappé. Cependant, un danger pour l'équipement du fusil de chasse est que lorsque le Slender Man n'est pas là, le joueur visera le pistolet sur sa tête au hasard, s'il ne se libère pas en balayant l'écran de la même manière que lorsque le Slender Man les regarde vers le bas, le joueur se tirera dessus, conduisant à un autre jeu sur écran.
Le nouveau jeu présente également quatre nouveaux emplacements / cartes: la ville fantôme ; le Dark Mansion, une maison hantée ; le château gelé ; et le Grim District, une ville abandonnée rustique. Plusieurs options sont disponibles pour l'ambiance visuelle, y compris la journée, la nuit (dans laquelle l'utilisateur peut choisir parmi une liste d'options d'éclairage), la vision nocturne et d'autres uniques à la carte choisie (y compris le mode tempête pour Ghost Town et une caméra vintage pour Manoir sombre).

## Accueil
« Le meilleur jeu mobile Slender Man à ce jour » - TouchArcade (James Paterson/21 janvier 2014)